# Макграт, Патрик
Патрик Макграт (род. 7 февраля 1950 года) — британский прозаик и сценарист, литературовед, чьи работы определяют как готическую литературу.

## Биография
Макграт родился в Лондоне и вырос вблизи больницы Бродмур, где его отец работал главным врачом. Патрик окончил колледж Стонихерст. Женат на актрисе Марии Аиткен и проживает в Нью-Йорке.
Для произведений Макграта в первую очередь характерно повествование от лица ненадёжного рассказчика, а также постоянное обращение к таким вопросам как психическое расстройство, подавленная гомосексуальность и супружеская неверность.
Его роман «Марта Пик» получил награду Premio Flaiano в Италии.